# El pequeño salvaje
El pequeño salvaje (L'Enfant sauvage) es una película francesa de 1970, dirigida por François Truffaut e inspirada en la historia de Víctor de Aveyron, niño que en 1790 fue encontrado en los bosques de Francia, cerca de Toulouse, donde aparentemente había pasado toda la niñez (no se sabía su edad, pero los habitantes del lugar calcularon que tenía 12 años). La película se desarrolla en Francia alrededor del año 1800, y se basa en la biografía de Victor de Aveyron, tal como fue publicada por el médico Jean Itard.
La película se rodó al estilo de un documental, en blanco y negro, y es una de las obras clave del director, que además interpreta el papel del Dr. Itard.
Esta película de Truffaut trata la importancia que tiene el proceso de socialización en el ser humano y las implicaciones que tiene su ausencia. Por otra parte, Truffaut muestra el contraste entre la libertad, ingenuidad y felicidad del ser humano en estado natural y la hipocresía y corrupción de la civilización.[cita requerida]

## Sinopsis
Basada en un hecho real, relata la historia de un niño salvaje capturado en los bosques franceses y recluido en un instituto de investigación. El niño no sabía hablar cuando lo encontraron. La institución para sordomudos donde lo ingresan no resulta adecuada; entonces el Dr. Jean Itard se hace responsable de la educación y cuidado del niño, al que bautiza como Victor, en su casa de campo a las afueras de París. El Dr. Itard cuenta con la inestimable ayuda de su ama de llaves, la señora Guérin.

## Argumento
La película comienza con la afirmación: "Esta historia es auténtica: comienza en 1798 en un bosque francés".
Un día de verano de 1798, un niño desnudo de 11 o 12 años (Jean-Pierre Cargol) es encontrado en un bosque del distrito rural de Aveyron en el sur de Francia. Una mujer lo ve y sale corriendo gritando. Encuentra algunos cazadores y les dice que vio a un niño salvaje. Lo persiguen con una jauría de perros que lo persiguen hasta un árbol y lo atacan cuando cae. Él lucha contra ellos dejando a un perro herido, luego continúa huyendo y se esconde en un agujero. Los perros continúan siguiendo su olor y finalmente encuentran su escondite.  Los cazadores llegan y lo obligan a salir del agujero usando humo para cortarle el suministro de aire.  Después de que emerge, los hombres lo agarran.
Viviendo como un animal salvaje e incapaz de hablar o entender el lenguaje, el niño aparentemente ha crecido en soledad en el bosque desde una edad temprana. Lo llevan a París e inicialmente lo colocan en una escuela para "sordomudos". El Dr. Jean Itard (François Truffaut) observa al niño y cree que no es ni sordo ni, como creen algunos de sus colegas, un "idiota" . Itard cree que el comportamiento del niño es el resultado de su entorno desfavorecido y que se le puede educar.
Itard toma la custodia del niño, al que finalmente llama Víctor, y lo lleva a su casa en las afueras de París. Allí, bajo la paciente tutela del médico y su ama de llaves Madame Guerin (Françoise Seigner), Víctor poco a poco se socializa y adquiere los rudimentos del lenguaje. Existe un estrecho margen entre las leyes de la civilización en la dura vida parisina y las brutales leyes de la vida en la naturaleza. Víctor encuentra una especie de equilibrio en las ventanas que marcan la transición entre los interiores cerrados y el mundo exterior. Pero adquiere su capacidad de tener relaciones sociales al perder su capacidad de vivir como un salvaje.

## Influencias
Esta obra tiene una gran influencia en otra de las películas de Truffaut La habitación verde. En ella, el protagonista, Julien Davenne, vive en su casa con su ama de casa y Georges, un niño con una discapacidad en el habla.

## El director: François Truffaut
Nació en París en 1932 y murió en 1984. Fue lector temprano, ávido cinéfilo, delincuente juvenil, crítico cinematográfico, actor y director de cine. A comienzos de la década del cincuenta fue adoptado por el crítico André Bazin y su esposa Janine. Truffaut, que ya había sido huésped involuntario de instituciones correccionales y desertor del ejército francés, recibió en el seno de la familia Bazin el afecto y cariño que le había faltado en su familia, y protección ante el sistema legal que lo perseguía.
Si hay un hecho evidente en la filmografía de François Truffaut, es que su vida está presente en sus películas. De Los 400 golpes a Vivamente el domingo, su ópera prima y su último filme, respectivamente, todas y cada una de sus 21 cintas son un espejo transparente de su biografía, sentimientos, pensamiento y su inmenso talento.
Desde pequeño, Truffaut había buscado refugio en los libros y en el cine. Su amor por la literatura cuenta con un homenaje directo en Fahrenheit 451, película en la que sus textos preferidos arden en el fuego de la dictadura imaginada por Ray Bradbury y mostrada en su novela, y en la que la literatura apenas sobrevive en la memoria de unos vagabundos que repiten a Maquiavelo, Poe, Brontë, Austen, Defoe y tantos otros.
La transición de la adolescencia a la madurez está presente de una manera viva en sus películas. Antoine Doinel, héroe de sus primeras películas, es retratado en una tetralogía de filmes en la que el personaje y su intérprete crecen al unísono. Los cuatrocientos golpes, Baisers volés, Domicilio conyugal y El amor en fuga son las cuatro películas consagradas a Doinel y, en ellas, Truffaut lleva a la pantalla sus propias obsesiones: desde las de un niño maravillado por el séptimo arte hasta las aventuras amorosas.
Se entregó por entero al mundo del cine, no sólo como director, sino como actor en películas como El pequeño salvaje, particular homenaje a Rousseau, y La noche americana, por la que recibió el Oscar a la mejor película extranjera.

## Otros niños salvajes
Los casos de niños salvajes han cautivado siempre a la opinión pública. El primer caso documentado es el del «niño lobo de Hesse», hallado en 1344, caso en el que la documentación permite, quizá por primera vez, sobrepasar el dominio meramente mitológico. En 1731, en Francia, se encontró a una niña de unos 10 años de edad cerca de Châlons-sur-Marne, descalza y vestida con pieles de animales. La llamaron «la niña esquimal» por sus rasgos y porque al aprender a hablar contó que había visto unos grandes animales marinos que comían peces. Durante un tiempo, la niña permaneció muda, comiendo pequeños animales crudos. Más adelante las ventajas de la civilización tuvieron efectos negativos sobre la niña, que se enfermaba con frecuencia. Fue bautizada con el nombre de Marie-Angélique Memmie Le Blanc. El gran naturalista sueco Carl von Linné la incluye dentro de sus nueve especímenes de Homo sapiens ferus, una subespecie de la humanidad postulada por él en su trabajo Systema naturæ, publicado en 1758.
Se consideran dos tipos de niños salvajes: el de aquellos que deben sobrevivir por sí mismos, como la esquimal de Champaña y el niño salvaje del Aveyron (1800), y el de aquellos que realmente parecen haber sido criados por animales. La posibilidad de esta educación animal fue rebatida por mucho tiempo por los escépticos, hasta el caso de los niños lobos de Midnapore (India, 1920), que aportó una prueba convincente a este expediente, mas luego se comprobó que era un fraude: el psicólogo infantil Bruno Bettelheim dijo que Amala y Kamala nacieron con discapacidades mentales y físicas.
En 1937, se documentó el caso de una niña, en Turquía, que había pasado ocho años viviendo con una familia de osos. En 1971, el del niño gacela que se desplazaba a saltos, confirmado por el antropólogo francés Jean Claude Armen. En 1981, una pequeña portuguesa de nueve años que fue descubierta viviendo en un gallinero, donde su madre la había encerrado desde su nacimiento, tenía las mismas reacciones que las gallinas, dormía en el suelo y caminaba de una manera muy extraña moviendo los brazos como si hubieran sido alas.
Marcos Rodríguez Pantoja (Añora, provincia de Córdoba, 7 de junio de 1946), es conocido por ser uno de los pocos casos documentados de 'niños salvajes' en España.